# Deuteronomos infidelis
Deuteronomos infidelis är en fjärilsart som beskrevs av Louis Beethoven Prout 1929. Deuteronomos infidelis ingår i släktet Deuteronomos och familjen mätare. Inga underarter finns listade i Catalogue of Life.